# Rosa alba
Die Alba-Rosen (Rosa × alba, lat. alba: weiß), auch Weiße Bauernrosen, sind eine Gruppe edler und besonders alter Rosen.

## Geschichte
Zusammen mit den Rosa gallica und den Rosa damascena wurden diese Vorfahren der in Mitteleuropa heute bekannten Garten-Rosen aus Kleinasien über Kreta, Griechenland und Rom in fast ganz Europa verbreitet.
Bereits die Griechen und Römer der Antike kultivierten die Alba-Rose (lateinisch Rosa alba) in ihren Gärten. Sie entstand aus einer Kreuzung von Rosa canina var. froebelii und Rosa damascena. Albertus Magnus erwähnte die Alba-Rose um 1250 im Vorstellungsraum des heutigen Deutschland.

### Symbolik
Als 'Weiße Rose von York' ist die Alba-Rose 'Semiplena' Symbol des Hauses York und der Grafschaft Yorkshire. Demgegenüber stand im 15. Jahrhundert beim Kampf um die englische Krone im sogenannten Rosenkrieg das Haus Lancaster mit der roten Gallica-Rose im Wappen.
Ob die im Zweiten Weltkrieg als Weiße Rose bekannte studentische Widerstandsgruppe gegen den Nationalsozialismus in Deutschland ihren Namen von der Pflanzengattung der Rosa alba ableitete, ist zweifelhaft, zumal es auch Rosen anderer Gattungen in der Farbe weiß gibt und einige Alba-Rosen-Sorten gar nicht weiß sind, sondern rosé.

## Eigenschaften
Das Farbspektrum der angenehm duftenden Blüten im Juni-Juli ist auf Weiß und pastellfarbenes Rosa begrenzt. Die Alba-Rose hat graugrünes, gesundes Laub, wächst buschig, oft überhängend, bis ca. 2 m hoch und ist sehr frosthart. Sie wird gerne in Bauerngärten, auch in rauen Lagen, als Solitärstrauch oder in Heckenform, teilweise auch im Halbschatten angepflanzt. Sie kann zur Gewinnung von Rosenöl verwendet werden.

## Bekannte Alba-Rosenzüchtungen (Auswahl)
- ‘Amelia’, 1823, kirschrosa;

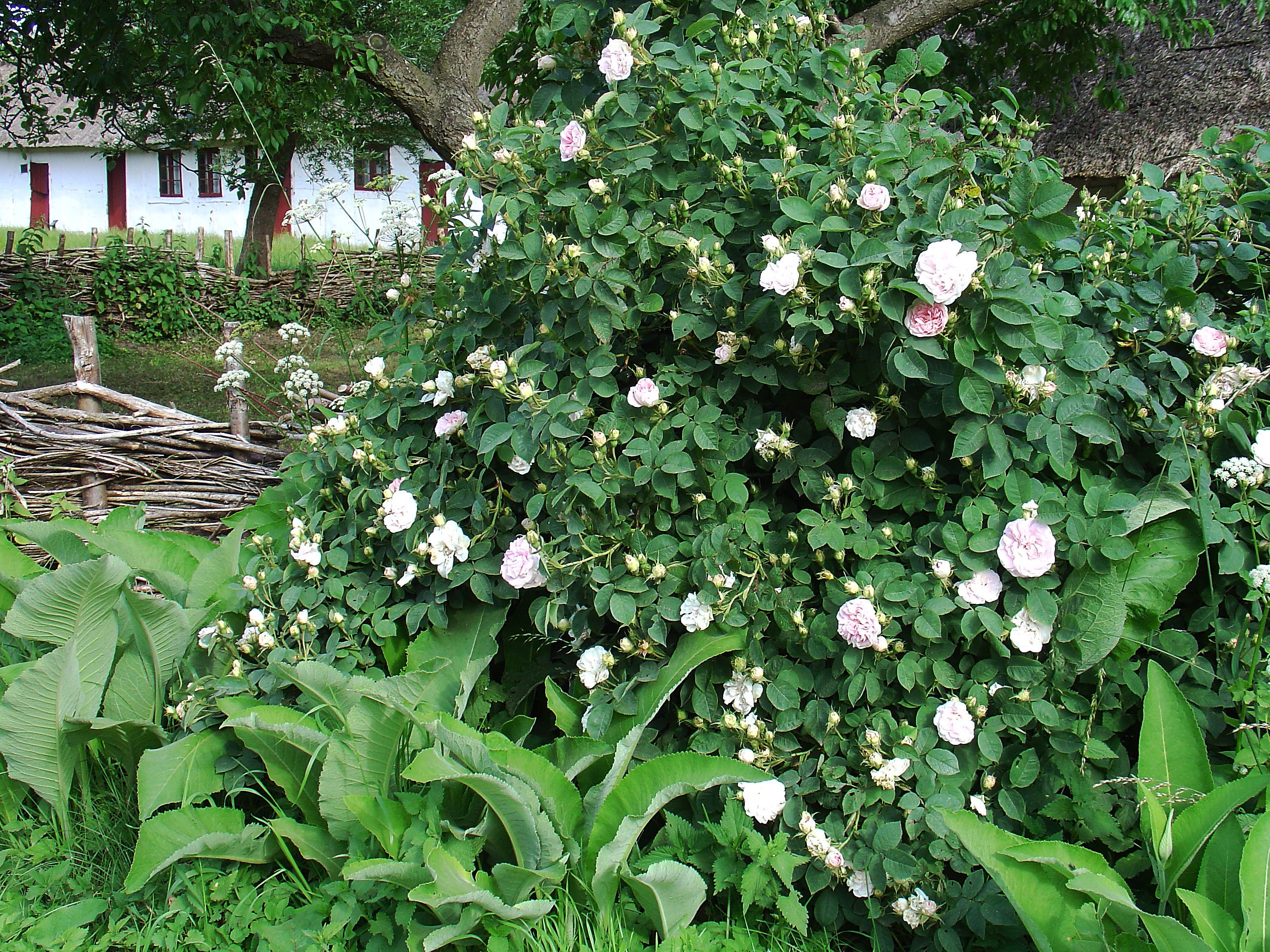
‘Maiden’s Blush’

- ‘Königin von Dänemark’, 1816, rosa;
- ‘Maiden’s Blush’ (auch: ‘Cuisse de nymphe’, ‘La Royale’, ‘Incarnata’ u. a.),[2] vor 1500, blassrosa;
- ‘Maxima’ (auch: ‘Jakobitenrose’, ‘Cheshire Rose’, ‘Great Double White’),[3] um 1600, rahmweiß, gefüllt;
- ‘Pompon Blanc Parfait’, 1876, weiß, blüht spät;
- ‘Semiplena’, synonym ‘White Rose of York’, um 1473, weiß, nur leicht gefüllt – verträgt keinen Schatten;
- ‘Suaveolens’, vor 1750, weiß, halbgefüllt;
- ‘Félicité Parmentier’, vor 1834, weiß mit zartem Rosa; eine der schönsten Alba-Rosen

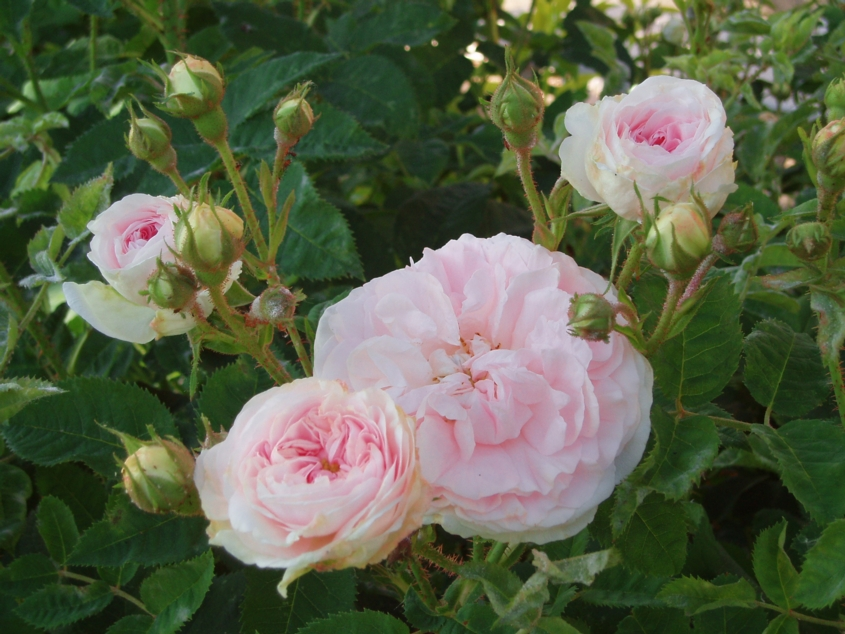
‘Maiden’s Blush’ (oder ‘Cuisse de nymphe’)
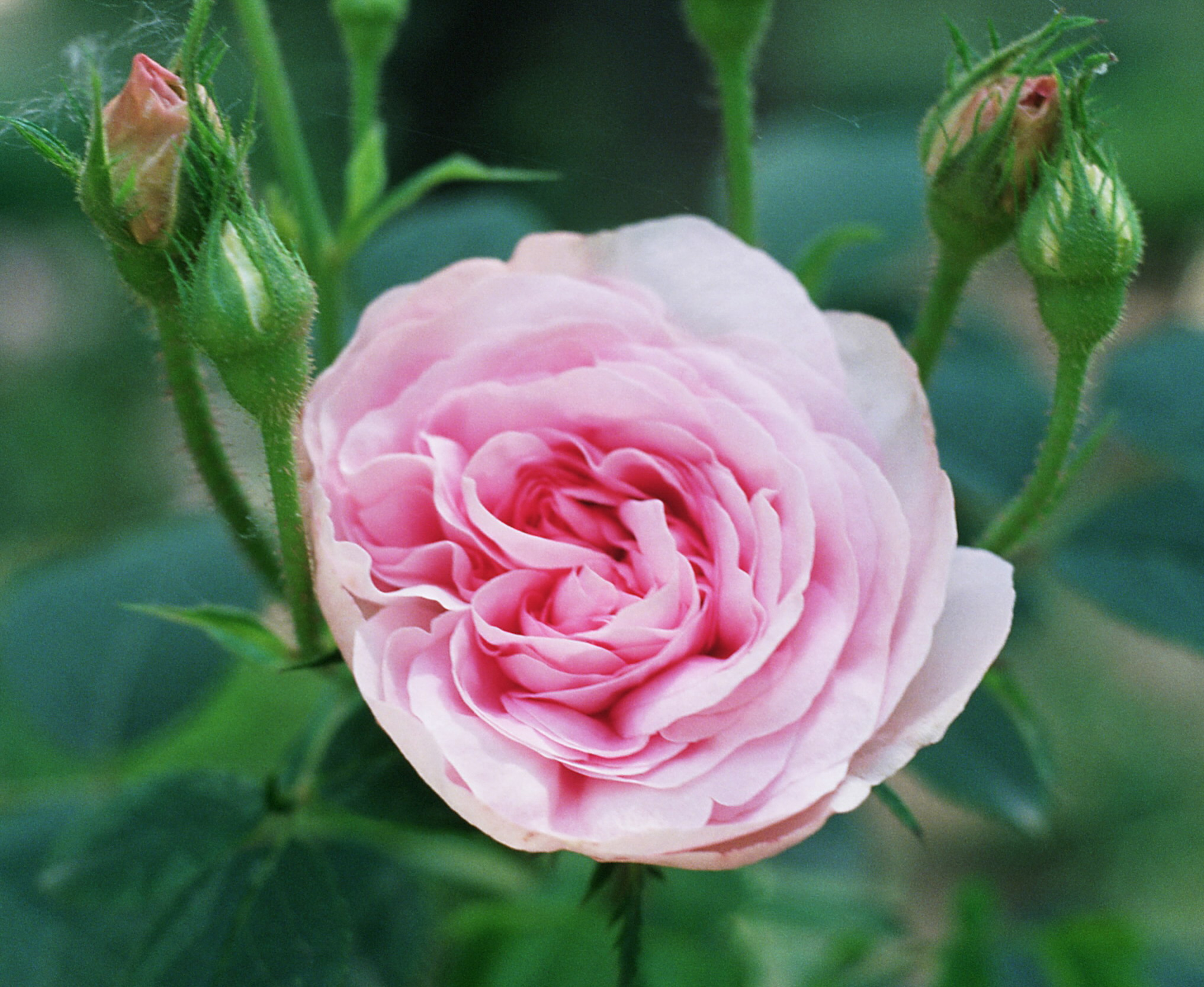
‘Königin von Dänemark’
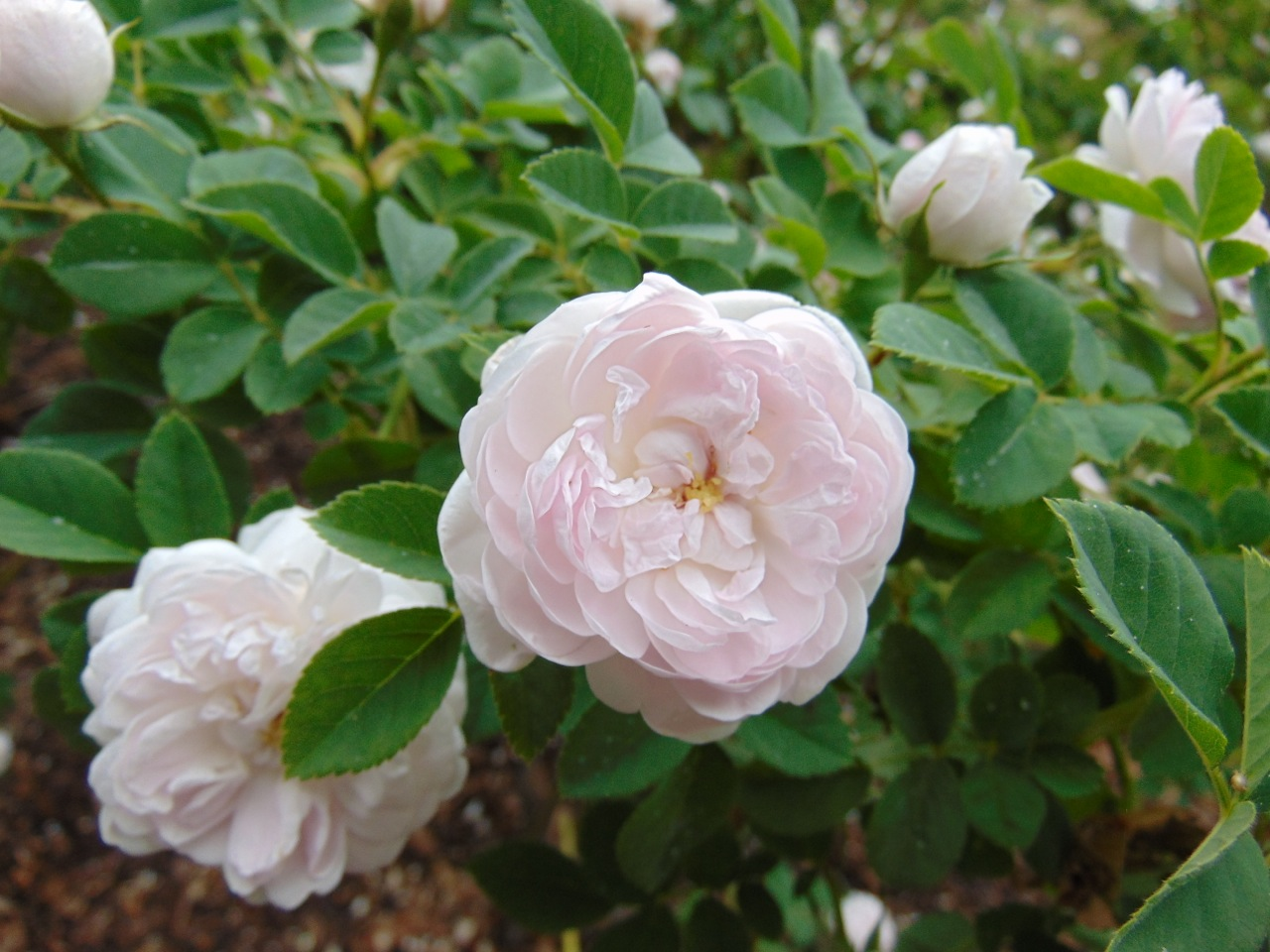
‘Pompon Blanc Parfait’

## Einzelanmerkungen
1. ↑  Vgl. etwa Otto Zekert (Hrsg.): Dispensatorium pro pharmacopoeis Viennensibus in Austria 1570. Hrsg. vom österreichischen Apothekerverein und der Gesellschaft für Geschichte der Pharmazie. Deutscher Apotheker-Verlag Hans Hösel, Berlin 1938, S. 153 (Rosa alba: R. centifolia L., weiße Rose).
2. ↑  David Austin: "Alte Rosen und englische Rosen", Dumont, Köln, 1993, S. 48
3. ↑  David Austin: "Alte Rosen und englische Rosen", Dumont, Köln, 1993, S. 44